# سلفوناميد (صيدلة)

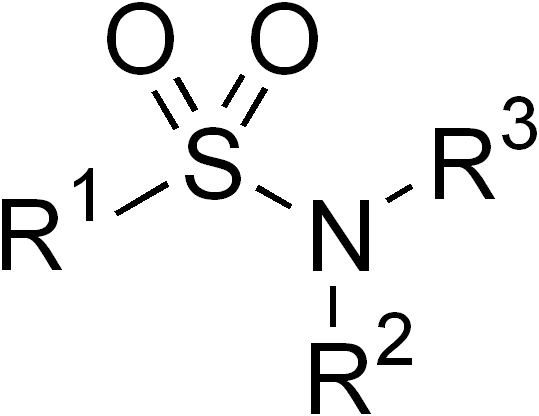

عقاقير السلفا (بالإنجليزية: Sulfonamide (medicine))‏ مركبات عضوية تخليقية مشتقة من السلفانيلاميد، أول من حضرها جلمو في ألمانيا 1908، وفي 1932 كشف غرهارت دوماك – في أثناء اختباره للأصباغ – أن البرنتوزيل يبيد البكتيريا وفي 1934 بدأ استعمال البرونتوزيل للعلاج، وكان ذلك في ألمانيا، ثم أجريت تجارب في فرنسا أثبتت أن تأثير البرونتوزيل راجع إلى وجود السلفانيلاميد فيه وفي 1936 أيد لونج وبلس، ومارشال، وآخرون بجامعة جونز هوبكنز بالولايات المتحدة الأمريكية القيمة العلاجية للسلفانيلاميد، وتستعمل عقاقير السلفا في علاج مجموعة من الامراض المتسببة عن البكتيريا وبها أمكن انقاذ عدد لا يحصى من الأرواح. من المركبات المتعددة المستعملة في الطب غير السلفانيلاميد السلفابيريدين، السلفاثيازول، السلفاديزين، وغيرها.

## مفعول السلفا
المعتقد أن مفعول السلفا هو وقف نمو البكتيريا، بمعنى أن هذه الادوية تحول دون نمو البكتيريا وتكاثرها مما يهيء الفرصة لقوى الجسم الدفاعية للقضاء عليها.

## الاستعمال
كثير من مركبات السيلفا تستعمل بنجاح للقضاء على :-
- المكورات السبحية التي تسبب الخراريج
- التهاب النقى والبروتين.
- التسمم الدموي والمكورات السحائية (التي تسبب الالتهاب السحائي).
- المكورات الرئوية التي تسبب الجمرة.
- التسمم الدموي.
- كذلك في علاج التهابات المجاري البولية الناشئة عن أنواع متعددة من البكتيريا.

قد تحدث عن مركبات السيلفا حالات تسمم، لذلك يجب أن تعطى فقط تحت اشراف الطبيب. نتيجة لظهور سلالات مقاومة للعقار أصبح تأثيره أقل. وقد حلت المضادات الحيوية محل مركبات السيلفا إلى حد بعيد في علاج العدوى البكتيرية.